# Ala-Haajainen
Ala-Haajainen är en sjö i kommunen Vieremä i landskapet Norra Savolax i Finland. Sjön ligger 119 meter över havet. Den är 7,2 meter djup. Arean är 1,19 kvadratkilometer och strandlinjen är 11,35 kilometer lång. Sjön  ingår i Vuoksens huvudavrinningsområde.   Den ligger omkring 88 kilometer norr om Kuopio och omkring 400 kilometer norr om Helsingfors. 
I sjön finns öarna Kotasaari, Leppäsaari, Myhkyri och Löytöluoto. 